# Sala Rubén Darío

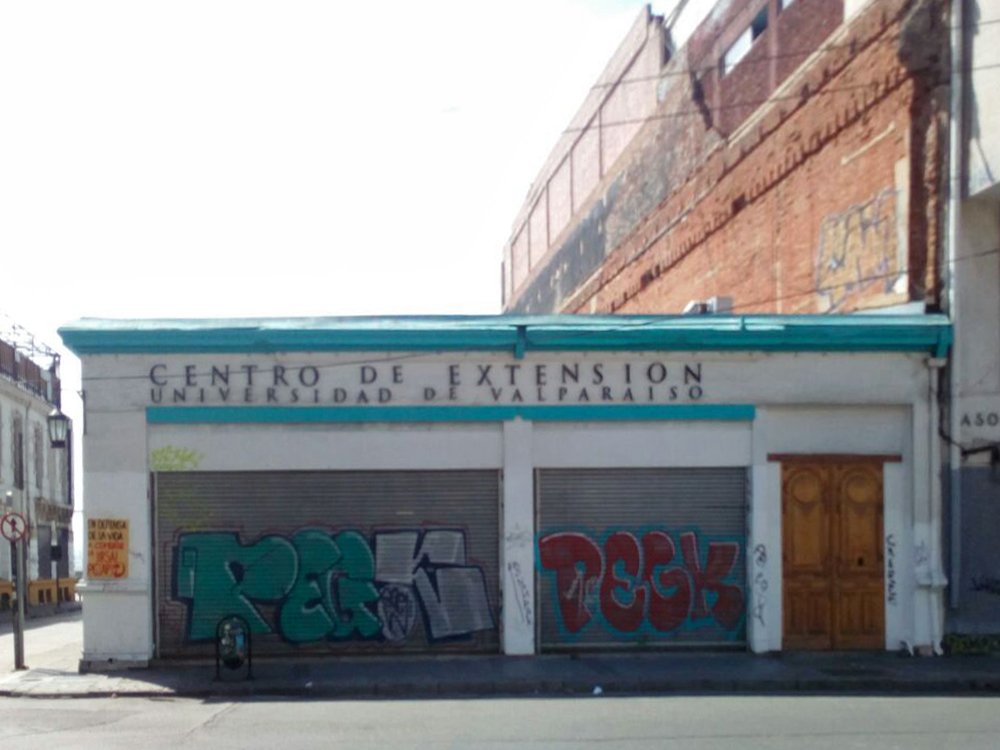
Centro de Extensión de la Universidad (Blanco 1113, Valparaíso). Sede de la Radio Valentín Letelier y de las salas El Farol, Rubén Darío y Musicámara

La Sala Rubén Darío es un espacio dedicado a la difusión cultural. Pertenece a la Dirección de Extensión y Comunicación de la Universidad de Valparaíso (Chile), sus dependencias se encuentran compartidas con la Sala El Farol y está ubicada en calle Blanco 1113, Valparaíso. En la actualidad la sala funciona como centro de difusión de bandas emergentes, pero también se han presentado connotadas bandas nacionales e internacionales. También se realizan permanentemente conferencias, seminarios, tertulias, ciclos de cine y lanzamientos de libros que tienen como fin promover el arte y la cultura en la región de Valparaíso.

## Historia
Con una historia avalada por eventos como la peña de la Universidad de Chile, conciertos de destacadas figuras locales, nacionales e internacionales, y eventos de diversa índole, la Sala Rubén Darío ha retomado su importancia en el último tiempo con una programación estable, tendiente a la creación y formación de nuevas audiencias, sin obviar la necesidad de brindar una vitrina adecuada a creadores y artistas.
La historia comienza a fines de los años 60, época en la cual la sala aún dependía de la Universidad de Chile (sede Valparaíso). En ese tiempo, en sus dependencias se realizaban clases de la Escuela de Arquitectura de dicha Casa de Estudios, a las cuales asistieron personajes como Eduardo Alquinta y Mario Mutis, integrantes del grupo Los Jaivas. 
Posteriormente el sonido de la Nueva Canción Chilena se apoderó de sus dependencias, ya que se realizaron las peñas de la Universidad de Chile, organizadas por Gitano Rodríguez.
En la década de los 80, la sala pasó a depender de la Universidad de Valparaíso. En esta época, las buenas condiciones técnicas de este espacio permitieron que el grupo musical Congreso ensayara en la Rubén Darío.
Ya en los 90, la sala se centró en actividades teatrales y solo se realizaban esporádicas presentaciones musicales. Sin embargo, en 2003 la Rubén Darío se abocó a lo que es hoy día: un espacio dispuesto a la difusión de bandas emergentes y consagradas tanto del ámbito nacional como internacional.

## Ficha Técnica
- Dimensiones escenario: 6 x 6 x 2,80 m
- Capacidad para 100 personas